# Julia Crawford Ivers
Julia Crawford Ivers (Los Angeles, 3 ottobre 1867 – Los Angeles, 8 maggio 1930) è stata una sceneggiatrice, regista e produttrice cinematografica statunitense.
Viene considerata una delle pioniere del cinema muto.

## Biografia
Nata a Los Angeles quando l'industria californiana del cinema doveva ancora nascere e quelli non erano nient'altro che posti esotici, Julia Crawford Ivers si stabilì nel sud della California. Partecipò alla lavorazione di numerose pellicole come sceneggiatrice. Da regista, firmò quattro film. Nel 1917, fu produttrice di cinque film per la Pallas Pictures, una compagnia fondata da Frank Garbutt, un produttore socio di suo marito Oliver Ivers. La società sarebbe confluita in seguito nella Paramount.
Diventata stretta collaboratrice del noto regista William Desmond Taylor e facendo parte del suo cerchio di amicizie, restò coinvolta nello scandalo che seguì al misterioso omicidio di Taylor avvenuto il 1º febbraio 1922, uno scandalo che colpì mezza Hollywood e che non fu mai risolto. Girarono voci mai confermate su una presunta relazione tra la scrittrice e il regista e la stampa le affibbiò il soprannome di lady in blue.
Suo figlio James Van Trees (1890–1973) intraprese pure lui la carriera cinematografica, diventando un noto direttore della fotografia. Madre e figlio lavorarono insieme, formando forse il primo team del genere, con lei regista e lui alla fotografia.

### Vita privata
Julia Crawford Ivers si sposò due volte. La prima con Franklin S. Van Trees, da cui ebbe James e, forse, un altro figlio. La seconda, con Oliver Ivers.
Morì nella sua città natale l'8 maggio 1930, all'età di sessant'anni.

## Filmografia
La filmografia è completa. 

### Sceneggiatrice
- The Rug Maker's Daughter, regia di Oscar Apfel - storia (1915)
- The Majesty of the Law, regia di Julia Crawford Ivers - sceneggiatura (1915)
- Fatherhood, regia di Hobart Bosworth - storia (1915)
- The Gentleman from Indiana, regia di Frank Lloyd (1915)
- The Reform Candidate, regia di Frank Lloyd (1915)
- The Call of the Cumberlands, regia di Frank Lloyd (1916)
- He Fell in Love with His Wife, regia di William Desmond Taylor (1916)
- Ben Blair, regia di William Desmond Taylor (1916)
- The Heart of Paula, regia di Julia Crawford Ivers e William Desmond Taylor - sceneggiatura, storia (1916)
- David Garrick, regia di Frank Lloyd (1916)
- The American Beauty, regia di William Desmond Taylor (1916)
- The Stronger Love, regia di Frank Lloyd (1916)
- The Parson of Panamint, regia di William Desmond Taylor (1916)
- The Intrigue, regia di Frank Lloyd (1916)
- A Son of Erin, regia di Julia Crawford Ivers - storia, sceneggiatura (1916)
- The Right Direction, regia di E. Mason Hopper - sceneggiature, storia (1916)
- Her Own People, regia di Scott Sidney - storia (1917)
- The World Apart, regia di William Desmond Taylor (1917)
- The Cook of Canyon Camp, regia di Donald Crisp (1917)
- Tom Sawyer, regia di William Desmond Taylor (1917)
- The Spirit of '17, regia di William Desmond Taylor (1918)
- Huck and Tom, regia di William Desmond Taylor (1918)
- His Majesty, Bunker Bean, regia di William Desmond Taylor (1918)
- Up the Road with Sallie, regia di William Desmond Taylor (1918)
- Viviette, regia di Walter Edwards (1918)
- Good Night, Paul, regia di Walter Edwards (1918)
- Sauce for the Goose, regia di Walter Edwards (1918)
- The Gypsy Trail, regia di Walter Edwards - cortometraggio (1918)
- A Lady's Name, regia di Walter Edwards (1918)
- Who Cares?, regia di Walter Edwards (1919)
- L'avventura del velo grigio (The Veiled Adventure), regia di Walter Edwards - soggetto e sceneggiatura (1919)
- The Final Close-Up, regia di Walter Edwards (1919)
- Widow by Proxy, regia di Walter Edwards - sceneggiatura (1919)
- More Deadly Than the Male, regia di Robert G. Vignola (1919)
- Huckleberry Finn, regia di William Desmond Taylor (1920)
- Easy to Get, regia di Walter Edwards (1920)
- Nurse Marjorie, regia di William Desmond Taylor (1920)
- Jenny Be Good, regia di William Desmond Taylor (1920)
- The Soul of Youth, regia di William Desmond Taylor (1920)
- The Furnace, regia di William Desmond Taylor (1920)
- The Witching Hour, regia di William Desmond Taylor (1921)
- Sacred and Profane Love, regia di William Desmond Taylor (1921)
- Wealth, regia di William Desmond Taylor (1921)
- Beyond, regia di William Desmond Taylor (1921)
- Morals, regia di William Desmond Taylor (1921)
- The Green Temptation, regia di William Desmond Taylor (1922)
- The Top of New York, regia di William Desmond Taylor (1922)
- The White Flower, regia di Julia Crawford Ivers - sceneggiatrice (1923)
- Married Flirts, regia di Robert G. Vignola (1924)
- In a Moment of Temptation, regia di Philip Carle (1927)

### Produttrice
- The Wax Model, regia di E. Mason Hopper (1917)
- The Bond Between, regia di Donald Crisp (1917)
- A Kiss for Susie, regia di Robert Thornby (1917)
- Lost in Transit, regia di Donald Crisp (1917)
- The Trouble Buster, regia di Frank Reicher (1917)

### Regista
- The Majesty of the Law (1915)
- The Heart of Paula co-regia William Desmond Taylor (1916)
- A Son of Erin (1916)
- The White Flower (1923)